# Musulini
Musulini su naselje u Hrvatskoj u sastavu Grada Vrbovskog. Nalaze se u Primorsko-goranskoj županiji.

## Zemljopis
Sjeveroistočno i sjeverno je rijeka Dobra, sjeverno su Hambarište, Tuk i Stubica, sjeveroistočno je Kamensko, istočno je Gomirje, jugoistočno su Majer, Ljubošina, Hreljin Ogulinski, rječica Vitunjčica, Vitunj i Turkovići Ogulinski, sjeverozapadno je rječica Kamačnik i Vrbovsko.

## Stanovništvo
| broj stanovnika |       |       | 262   | 603   | 486   | 494   | 443   | 504   | 407   | 424   | 366   | 320   | 256   | 207   | 174   | 152   | 112   |
|                 | 1857. | 1869. | 1880. | 1890. | 1900. | 1910. | 1921. | 1931. | 1948. | 1953. | 1961. | 1971. | 1981. | 1991. | 2001. | 2011. | 2021. |